# Kota Takai
Kota Takai (Yokohama, 4 september 2004) is een Japans voetballer die doorgaans speelt als centrale verdediger. In juli 2025 verruilde hij Kawasaki Frontale voor Tottenham Hotspur. Takai maakte in 2024 zijn debuut in het Japans voetbalelftal.

## Clubcarrière
Takai speelde in de jeugdopleiding van Kawasaki Frontale en hij werd begin 2022 doorgeschoven naar het eerste elftal van die club. Zijn professionele debuut maakte hij op 18 april 2022, toen in de AFC Champions League gespeeld werd tegen Guangzhou. Het duel ging met 0–8 gewonnen en Takai mocht in de tweede helft als invaller het veld betreden. Zijn eerste doelpunt maakte hij op 15 mei 2024. In de J1 League opende hij op aangeven van Tatsuki Seko de score op bezoek bij Sagan Tosu, maar die club wist uiteindelijk toch met 5–2 te winnen.
Vanaf 2024 Takai grotendeels een basisplaats bij Kawasaki Frontale. Dit leverde hem in juli 2025 een transfer op naar Tottenham Hotspur, dat circa 5,8 miljoen euro betaalde voor de overgang van de centrumverdediger. In Londen zette hij zijn handtekening onder een verbintenis voor de duur van vijf seizoenen.

## Clubstatistieken
| Seizoen | Club              | Competitie     | Competitie | Competitie | Beker | Beker | Internationaal | Internationaal | Totaal | Totaal |
| Seizoen | Club              | Competitie     | Wed.       | Dlp.       | Wed.  | Dlp.  | Wed.           | Dlp.           | Wed.   | Dlp.   |
| ------- | ----------------- | -------------- | ---------- | ---------- | ----- | ----- | -------------- | -------------- | ------ | ------ |
| 2022    | Kawasaki Frontale | J1 League      | 0          | 0          | 0     | 0     | 1              | 0              | 1      | 0      |
| 2023    | Kawasaki Frontale | J1 League      | 14         | 0          | 7     | 0     | 2              | 0              | 23     | 0      |
| 2024    | Kawasaki Frontale | J1 League      | 24         | 2          | 1     | 0     | 4              | 0              | 29     | 2      |
| 2025    | Kawasaki Frontale | J1 League      | 22         | 2          | 0     | 0     | 6              | 0              | 28     | 2      |
| 2025/26 | Tottenham Hotspur | Premier League | 0          | 0          | 0     | 0     | 0              | 0              | 0      | 0      |
| Totaal  | Totaal            | Totaal         | 60         | 4          | 8     | 0     | 13             | 0              | 81     | 4      |

Bijgewerkt op 8 juli 2025.

## Interlandcarrière
Takai maakte zijn debuut in het Japans voetbalelftal op 5 september 2024, toen met 7–0 gewonnen werd van China in een kwalificatiewedstrijd voor het WK 2026. De doelpunten werden gemaakt door Wataru Endo, Kaoru Mitoma, Takumi Minamino (tweemaal), Junya Ito, Daizen Maeda en Takefusa Kubo. Takai moest van bondscoach Hajime Moriyasu op de reservebank beginnen en hij viel in de eenenzeventigste minuut in voor Ko Itakura.
| Interlands van Kota Takai voor Japan | Interlands van Kota Takai voor Japan | Interlands van Kota Takai voor Japan | Interlands van Kota Takai voor Japan | Interlands van Kota Takai voor Japan | Interlands van Kota Takai voor Japan | Interlands van Kota Takai voor Japan |
| №                                    | Datum                                | Wedstrijd                            | Uitslag                              | Competitie                           | Goals                                |                                      |
| Als speler bij Kawasaki Frontale     | Als speler bij Kawasaki Frontale     | Als speler bij Kawasaki Frontale     | Als speler bij Kawasaki Frontale     | Als speler bij Kawasaki Frontale     | Als speler bij Kawasaki Frontale     | Als speler bij Kawasaki Frontale     |
| ------------------------------------ | ------------------------------------ | ------------------------------------ | ------------------------------------ | ------------------------------------ | ------------------------------------ | ------------------------------------ |
| 1                                    | 5 september 2024                     | Japan – China                        | 7 – 0                                | WK 2026 kwalificatie                 |                                      |                                      |
| 2                                    | 25 maart 2025                        | Japan – Saoedi-Arabië                | 0 – 0                                | WK 2026 kwalificatie                 |                                      |                                      |
| 3                                    | 5 juni 2025                          | Australië – Japan                    | 1 – 0                                | WK 2026 kwalificatie                 |                                      |                                      |
| 4                                    | 10 juni 2025                         | Japan – Indonesië                    | 6 – 0                                | WK 2026 kwalificatie                 |                                      |                                      |

Bijgewerkt op 8 juli 2025.

## Erelijst
| Competitie        |                   |                   |
| Competitie        | Aantal            | Jaren             |
| Kawasaki Frontale | Kawasaki Frontale | Kawasaki Frontale |
| ----------------- | ----------------- | ----------------- |
| Emperor's Cup     | 1                 | 2023              |
| Super Cup         | 1                 | 2024              |
| Japan –23         |                   |                   |
| AFC Cup –23       | 1                 | 2024              |